# Morembert
Morembert település Franciaországban, Aube megyében. Lakosainak száma 29 fő (2022. január 1.). Morembert Dommartin-le-Coq, Nogent-sur-Aube, Ramerupt és Vaucogne községekkel határos.

## Népesség
A település népességének változása:
| Lakosok száma | 24   | 31   | 28   | 46   | 37   | 33   | 31   | 30   | 29   | 29   |
|               | 1968 | 1982 | 1990 | 2006 | 2013 | 2015 | 2017 | 2019 | 2020 | 2022 |